# Chancelade
Chancelade est une commune française située dans le département de la Dordogne, en région Nouvelle-Aquitaine. Elle est connue des amateurs d'histoire pour l'Homme de Chancelade et pour son abbaye Notre-Dame. C'est une étape de la via Lemovicensis pour le pèlerinage de Saint-Jacques-de-Compostelle.

## Géographie

### Généralités
Incluse dans l'unité urbaine de Périgueux, la commune de Chancelade constitue, à l'ouest de Périgueux, sa banlieue immédiate. Elle est bordée par l'Isle et arrosée par son affluent la Beauronne.
Elle est traversée par la ligne ferroviaire Limoges - Périgueux et les routes départementales (RD) 1, 2, 710 et 939.
Le territoire communal est parcouru par les sentiers de grande randonnée GR 36, GR 361, GR 646 et GR 654.

### Communes limitrophes
Chancelade est limitrophe de cinq autres communes. À l'est, le territoire de Coulounieix-Chamiers est distant d'environ 170 mètres et au nord-est, celui de Champcevinel est éloigné de moins de 300 mètres.
| La Chapelle-Gonaguet |                   | Château-l'Évêque |
|                      | Chancelade        |                  |
| Annesse-et-Beaulieu  | Marsac-sur-l'Isle | Périgueux        |

### Géologie et relief

#### Géologie
Situé sur la plaque nord du Bassin aquitain et bordé à son extrémité nord-est par une frange du Massif central, le département de la Dordogne présente une grande diversité géologique. Les terrains sont disposés en profondeur en strates régulières, témoins d'une sédimentation sur cette ancienne plate-forme marine. Le département peut ainsi être découpé sur le plan géologique en quatre gradins différenciés selon leur âge géologique. Chancelade est située dans le troisième gradin à partir du nord-est, un plateau formé de calcaires hétérogènes du Crétacé.
Les couches affleurantes sur le territoire communal sont constituées de formations superficielles du Quaternaire datant du Cénozoïque et de roches sédimentaires du Mésozoïque. La formation la plus ancienne, notée c2b, date du Turonien inférieur à moyen, composée de calcaire graveleux, puis calcaires crayeux bioclastiques à rudistes passant latéralement à des calcarénites. La formation la plus récente, notée CFvs, fait partie des formations superficielles de type colluvions carbonatées de vallons secs : sable limoneux à débris calcaires et argile sableuse à débris. Le descriptif de ces couches est détaillé dans la feuille « no 758 - Périgueux (ouest) » de la carte géologique au 1/50 000 de la France métropolitaine, et sa notice associée.

Carte géologique de Chancelade.

#### Relief et paysages
Le département de la Dordogne se présente comme un vaste plateau incliné du nord-est (491 m, à la forêt de Vieillecour dans le Nontronnais, à Saint-Pierre-de-Frugie) au sud-ouest (2 m à Lamothe-Montravel). L'altitude du territoire communal varie quant à elle entre 73 m à l'ouest, en aval du Pas de l'Anglais, là où l'Isle quitte la commune pour servir de limite entre Annesse-et-Beaulieu et Marsac-sur-l'Isle, et 198 m au nord, aux Bois de Chancelade-Ouest.
Dans le cadre de la Convention européenne du paysage entrée en vigueur en France le 1er juillet 2006, renforcée par la loi du 8 août 2016 pour la reconquête de la biodiversité, de la nature et des paysages, un atlas des paysages de la Dordogne a été élaboré sous maîtrise d’ouvrage de l’État et publié en octobre 2020. Les paysages du département s'organisent en huit unités paysagères et 14 sous-unités. La commune fait partie du Périgord central, un paysage vallonné, aux horizons limités par de nombreux bois, plus ou moins denses, parsemés de prairies et de petits champs.
La superficie cadastrale de la commune publiée par l'Insee, qui sert de référence dans toutes les statistiques, est de 16,23 km2,,. La superficie géographique, issue de la BD Topo, composante du référentiel à grande échelle produit par l'IGN, est quant à elle de 16,93 km2.

### Hydrographie

#### Réseau hydrographique
La commune est située dans le bassin de la Dordogne au sein du bassin Adour-Garonne. Elle est drainée par l'Isle, la Beauronne et le Got, qui constituent un réseau hydrographique de 15 km de longueur totale,.
L'Isle, d'une longueur totale de 255,29 km, prend sa source dans la Haute-Vienne dans la commune de Janailhac et se jette dans la Dordogne — dont elle est le principal affluent — en rive droite face à Arveyres, en limite de Fronsac et de Libourne,. Elle borde la commune au sud et au sud-ouest sur trois kilomètres et demi, face à Marsac-sur-l'Isle.
La Beauronne, d'une longueur totale de 28,16 km, prend sa source dans la commune de Négrondes et se jette dans l'Isle en rive droite à Marsac-sur-l'Isle. En amont de cette confluence, son bras oriental marque la limite avec Périgueux. Elle traverse le territoire communal du nord-est au sud-est sur près de cinq kilomètres.
Le Got, autre affluent de rive droite de l'Isle, arrose l'ouest de la commune sur près de quatre kilomètres et demi dont un kilomètre et demi sert de limite au nord-ouest avec La Chapelle-Gonaguet.

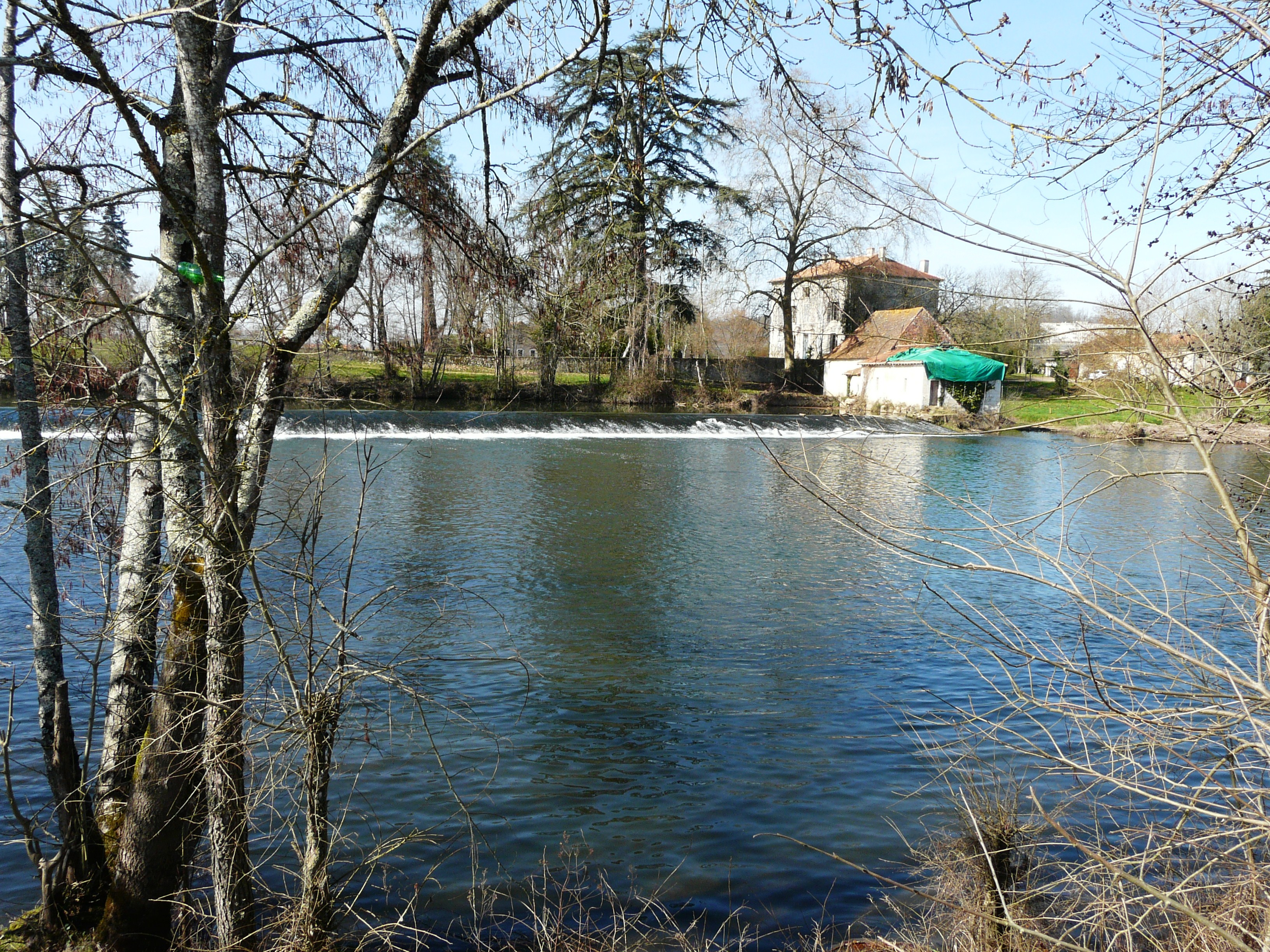
Le barrage du Chambon sur l'Isle entre Chancelade (au premier plan) et Marsac-sur-l'Isle.
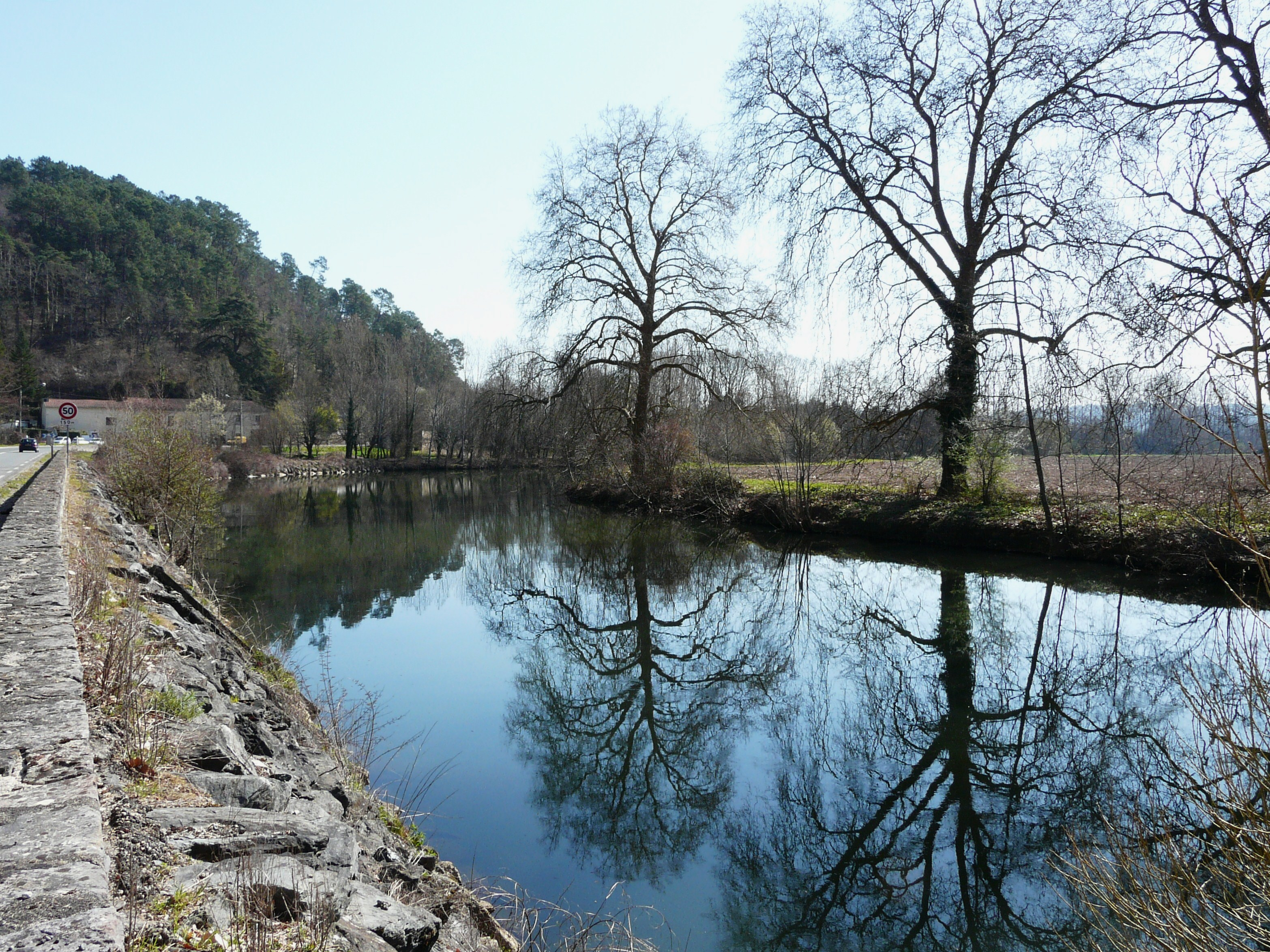
L'Isle au Pas de l'Anglais, entre Chancelade (au premier plan) et Marsac-sur-l'Isle.
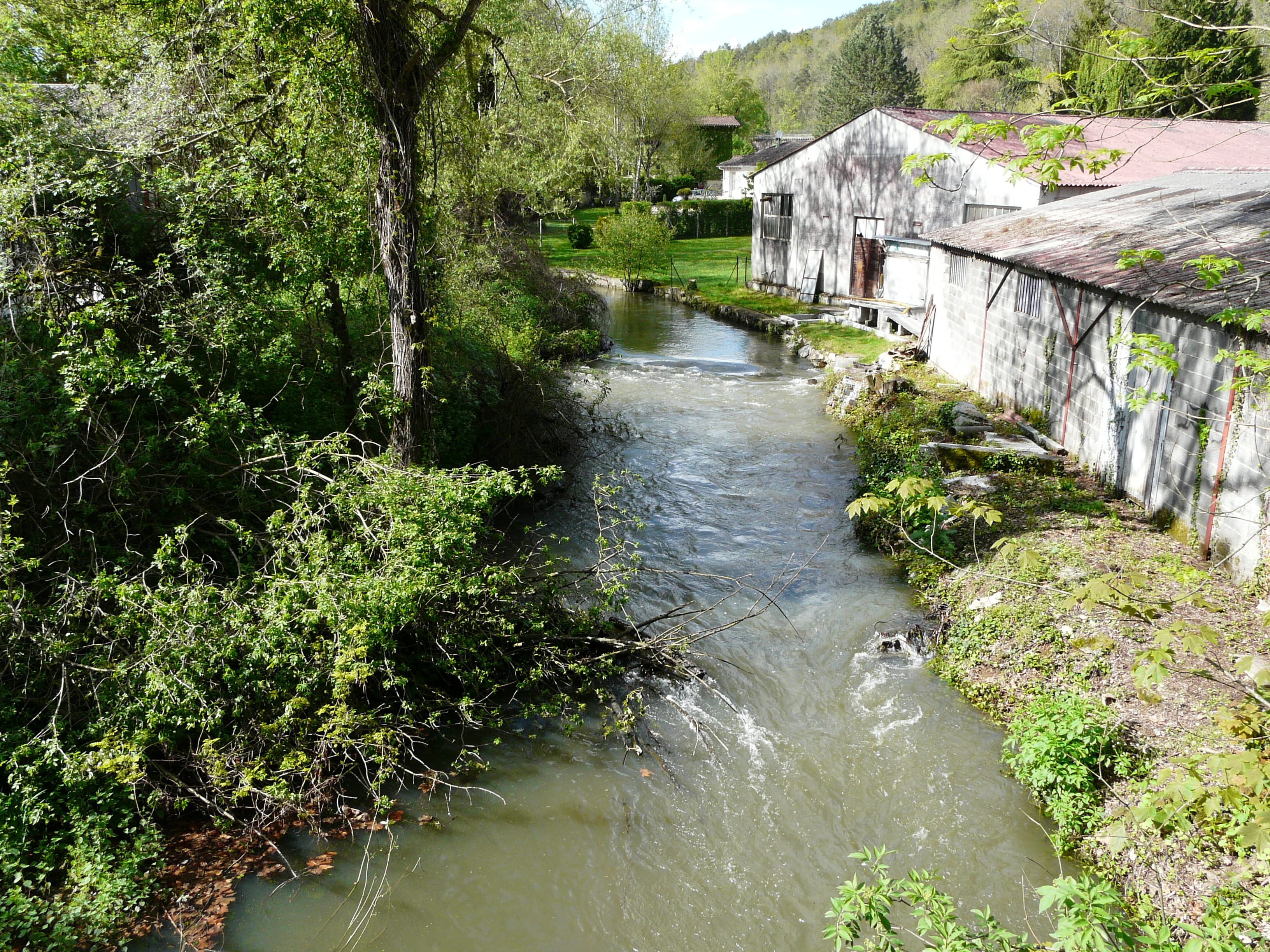
La Beauronne au pont de la RD 710.
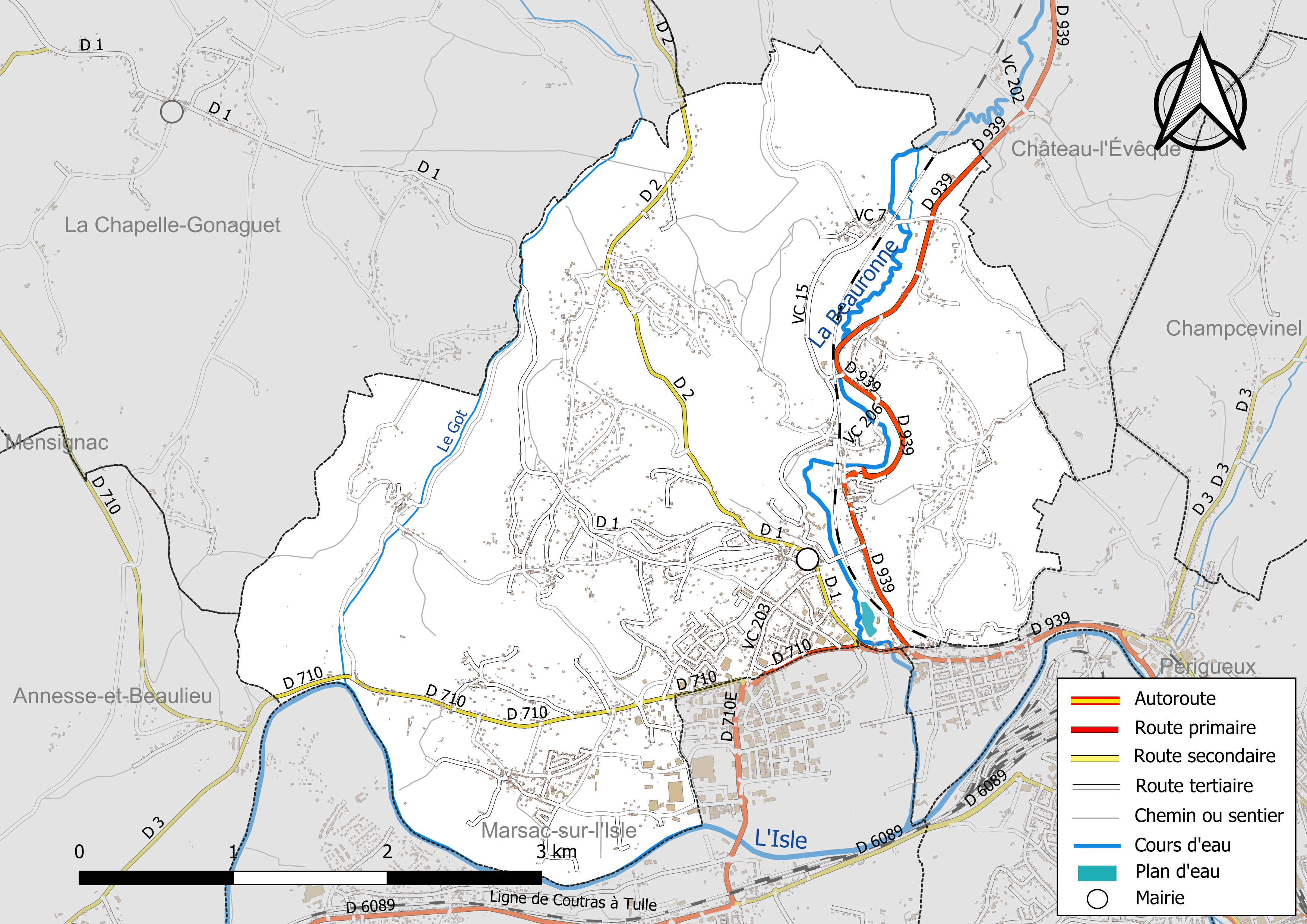
Réseaux hydrographique et routier de Chancelade.

#### Gestion et qualité des eaux
Le territoire communal est couvert par le schéma d'aménagement et de gestion des eaux (SAGE) « Isle - Dronne ». Ce document de planification, dont le territoire regroupe les bassins versants de l'Isle et de la Dronne, d'une superficie de 7 500 km2, a été approuvé le 2 août 2021. La structure porteuse de l'élaboration et de la mise en œuvre est l'établissement public territorial de bassin de la Dordogne (EPIDOR). Il définit sur son territoire les objectifs généraux d’utilisation, de mise en valeur et de protection quantitative et qualitative des ressources en eau superficielle et souterraine, en respect des objectifs de qualité définis dans le troisième SDAGE du bassin Adour-Garonne qui couvre la période 2022-2027, approuvé le 10 mars 2022.
La qualité des eaux de baignade et des cours d’eau peut être consultée sur un site dédié géré par les agences de l’eau et l’Agence française pour la biodiversité.

### Climat
Pour des articles plus généraux, voir Climat de la Nouvelle-Aquitaine et Climat de la Dordogne.
En 2010, le climat de la commune est de type climat océanique altéré, selon une étude s'appuyant sur une série de données couvrant la période 1971-2000. En 2020, Météo-France publie une typologie des climats de la France métropolitaine dans laquelle la commune est toujours exposée à un climat océanique altéré et est dans la région climatique Aquitaine, Gascogne, caractérisée par une pluviométrie abondante au printemps, modérée en automne, un faible ensoleillement au printemps, un été chaud (19,5 °C), des vents faibles, des brouillards fréquents en automne et en hiver et des orages fréquents en été (15 à 20 jours).
Pour la période 1971-2000, la température annuelle moyenne est de 12,3 °C, avec une amplitude thermique annuelle de 15,2 °C. Le cumul annuel moyen de précipitations est de 933 mm, avec 12,8 jours de précipitations en janvier et 6,9 jours en juillet. Pour la période 1991-2020, la température moyenne annuelle observée sur la station météorologique la plus proche, située sur la commune de Coulounieix-Chamiers à 3 km à vol d'oiseau, est de 13,1 °C et le cumul annuel moyen de précipitations est de 912,2 mm,. Pour l'avenir, les paramètres climatiques de la commune estimés pour 2050 selon différents scénarios d’émission de gaz à effet de serre sont consultables sur un site dédié publié par Météo-France en novembre 2022.

## Urbanisme

### Typologie
Au 1er janvier 2024, Chancelade est catégorisée ceinture urbaine, selon la nouvelle grille communale de densité à 7 niveaux définie par l'Insee en 2022.
Elle appartient à l'unité urbaine de Périgueux, une agglomération intra-départementale dont elle est une commune de la banlieue,. Par ailleurs la commune fait partie de l'aire d'attraction de Périgueux, dont elle est une commune de la couronne,. Cette aire, qui regroupe 49 communes, est catégorisée dans les aires de 50 000 à moins de 200 000 habitants,.

### Occupation des sols
L'occupation des sols de la commune, telle qu'elle ressort de la base de données européenne d’occupation biophysique des sols Corine Land Cover (CLC), est marquée par l'importance des forêts et milieux semi-naturels (42,9 % en 2018), en diminution par rapport à 1990 (46,5 %). La répartition détaillée en 2018 est la suivante : 
forêts (42,9 %), zones urbanisées (34,1 %), zones agricoles hétérogènes (16,8 %), prairies (4,6 %), zones industrielles ou commerciales et réseaux de communication (1,6 %). L'évolution de l’occupation des sols de la commune et de ses infrastructures peut être observée sur les différentes représentations cartographiques du territoire : la carte de Cassini (XVIIIe siècle), la carte d'état-major (1820-1866) et les cartes ou photos aériennes de l'IGN pour la période actuelle (1950 à aujourd'hui).

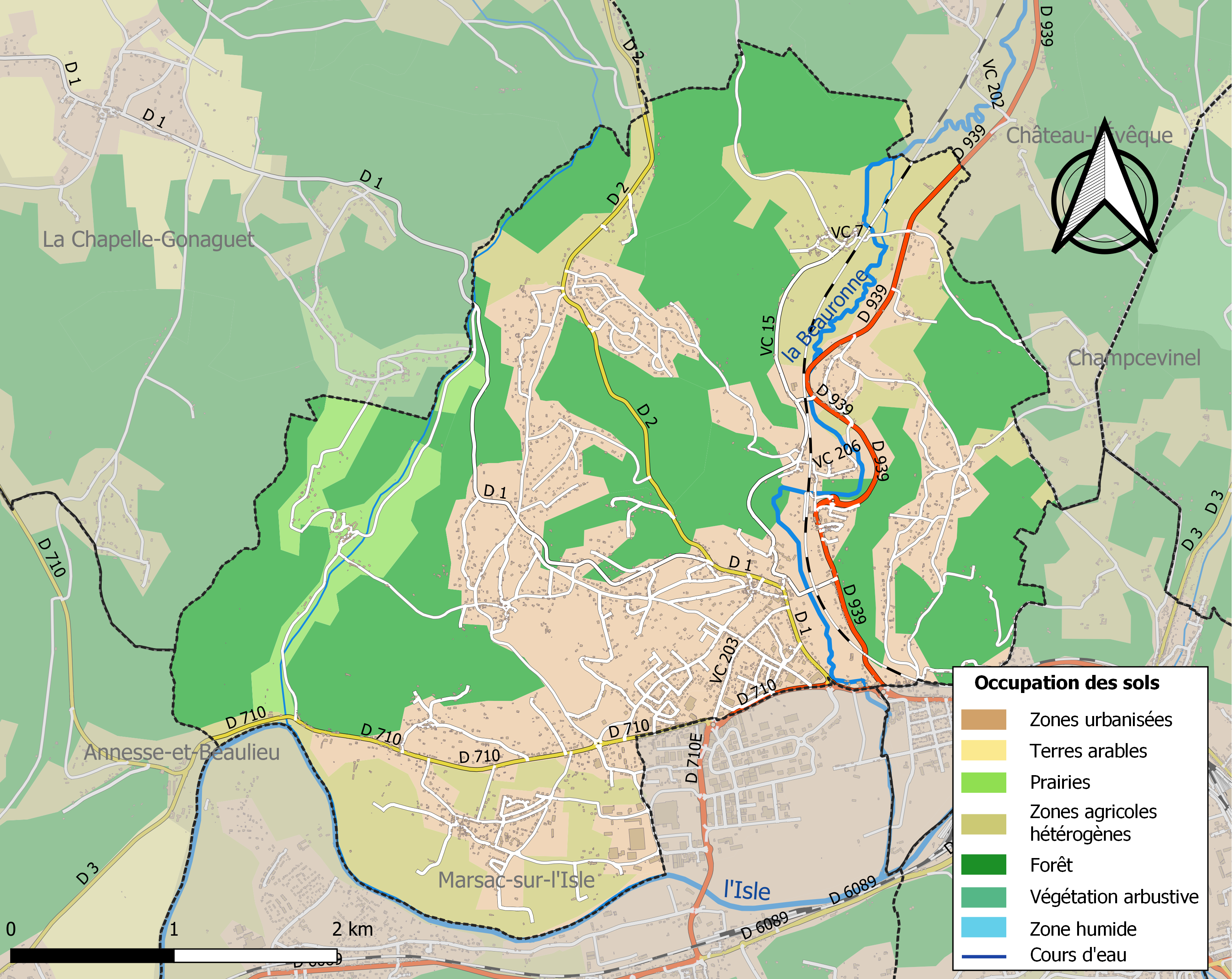
Carte des infrastructures et de l'occupation des sols de la commune en 2018 (CLC).

### Logement
Début 2021, la commune dispose de 18 % de logements sociaux, taux inférieur à l'obligation minimale de 20 % pour les communes de plus de 3 500 habitants dans l'agglomération périgourdine. Selon le maire Pascal Serre, la barre des 20 % devrait être atteinte en 2026.

### Prévention des risques
Le territoire de la commune de Chancelade est vulnérable à différents aléas naturels : météorologiques (tempête, orage, neige, grand froid, canicule ou sécheresse), inondations, feux de forêts, mouvements de terrains et séisme (sismicité très faible). Un site publié par le BRGM permet d'évaluer simplement et rapidement les risques d'un bien localisé soit par son adresse soit par le numéro de sa parcelle.
La commune fait partie du territoire à risques importants d'inondation (TRI) de Périgueux, regroupant 12 communes concernées par un risque de débordement de l'Isle, un des 18 TRI qui ont été arrêtés fin 2012 sur le bassin Adour-Garonne. Les événements antérieurs à 2014 les plus significatifs sont les crues de 1783 (5,21 m à l'échelle de crue, la crue la plus importante connue), de 1843 (4,83 m) et de 1944 (4,5 m, 630 m3/s, la crue centennale de référence). Des cartes des surfaces inondables ont été établies pour trois scénarios : fréquent (crue de temps de retour de 10 ans à 30 ans), moyen (temps de retour de 100 ans à 300 ans) et extrême (temps de retour de l'ordre de 1 000 ans, qui met en défaut tout système de protection). La commune a été reconnue en état de catastrophe naturelle au titre des dommages causés par les inondations et coulées de boue survenues en 1982, 1986, 1993, 1998, 1999, 2000, 2007 et 2018,. Le risque inondation est pris en compte dans l'aménagement du territoire de la commune par le biais du plan de prévention des risques inondation (PPRI) de l'« agglomération de Périgueux » approuvé le 6 février 2018, pour les crues de l'Isle, et le PPRI « vallée de la Beauronne et de l'Alemps », couvrant six communes et approuvé le 20 mars 2012, pour les crues de la Beauronne,, impactant ses rives jusqu'à 400 mètres de largeur sur le territoire communal. 
Chancelade est exposée au risque de feu de forêt. L’arrêté préfectoral du 14 mars 2013 fixe les conditions de pratique des incinérations et de brûlage dans un objectif de réduire le risque de départs d’incendie. À ce titre, des périodes sont déterminées : interdiction totale du 15 février au 15 mai et du 15 juin au 15 octobre, utilisation réglementée du 16 mai au 14 juin et du 16 octobre au 14 février. En septembre 2020, un plan inter-départemental de protection des forêts contre les incendies (PidPFCI) a été adopté pour la période 2019-2029,.

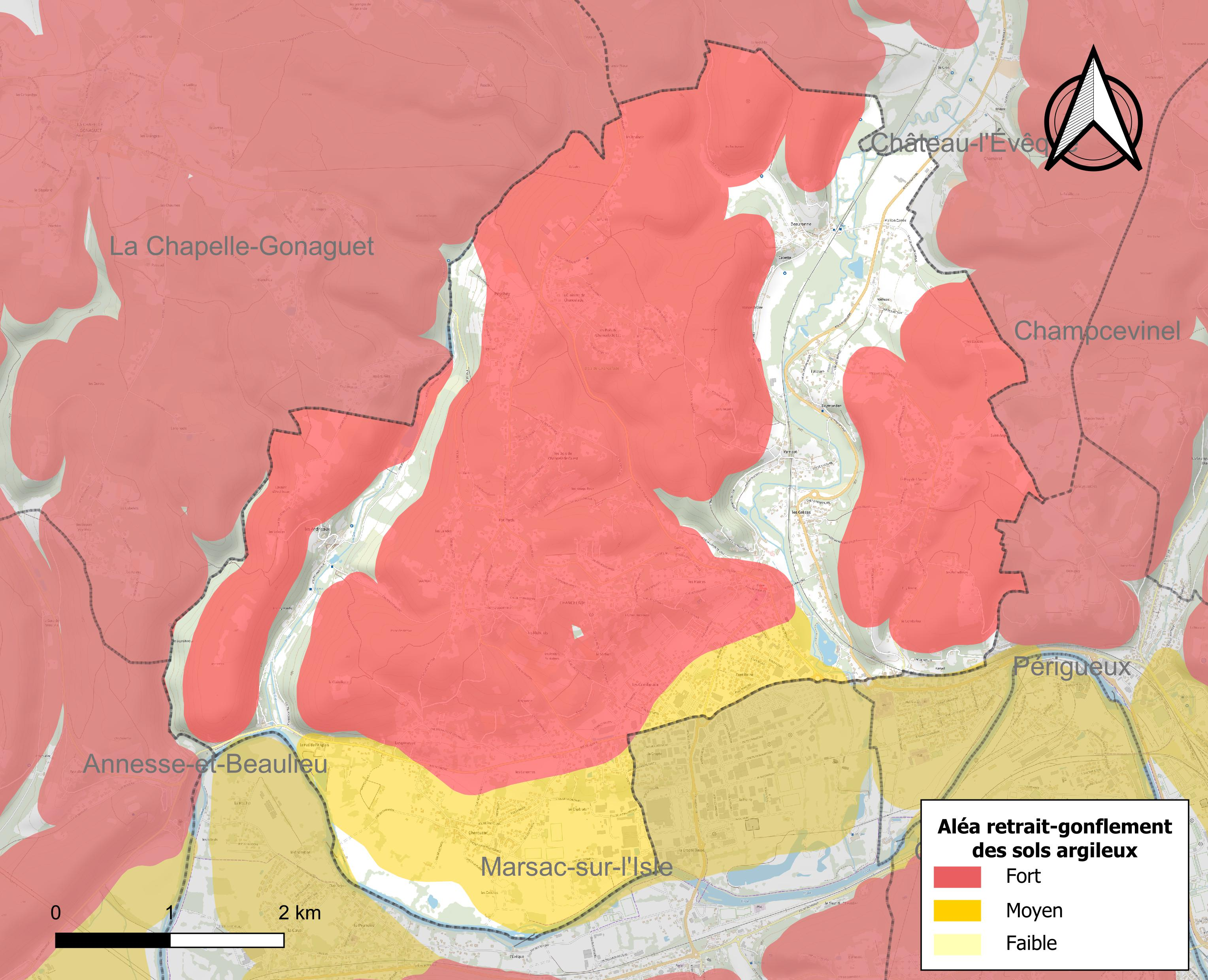
Carte des zones d'aléa retrait-gonflement des sols argileux de Chancelade.

Les mouvements de terrains susceptibles de se produire sur la commune sont des affaissements et effondrements liés aux cavités souterraines (hors mines) et des tassements différentiels. Afin de mieux appréhender le risque d’affaissement de terrain, un inventaire national permet de localiser les éventuelles cavités souterraines sur la commune. Le retrait-gonflement des sols argileux est susceptible d'engendrer des dommages importants aux bâtiments en cas d’alternance de périodes de sécheresse et de pluie. 78,8 % de la superficie communale est en aléa moyen ou fort (58,6 % au niveau départemental et 48,5 % au niveau national métropolitain). Depuis le 1er octobre 2020, en application de la loi ÉLAN, différentes contraintes s'imposent aux vendeurs, maîtres d'ouvrages ou constructeurs de biens situés dans une zone classée en aléa moyen ou fort,.
La commune a été reconnue en état de catastrophe naturelle au titre des dommages causés par la sécheresse en 1989, 1991, 1992, 1995, 2005, 2009 et 2011 et par des mouvements de terrain en 1999 et 2006.

## Toponymie

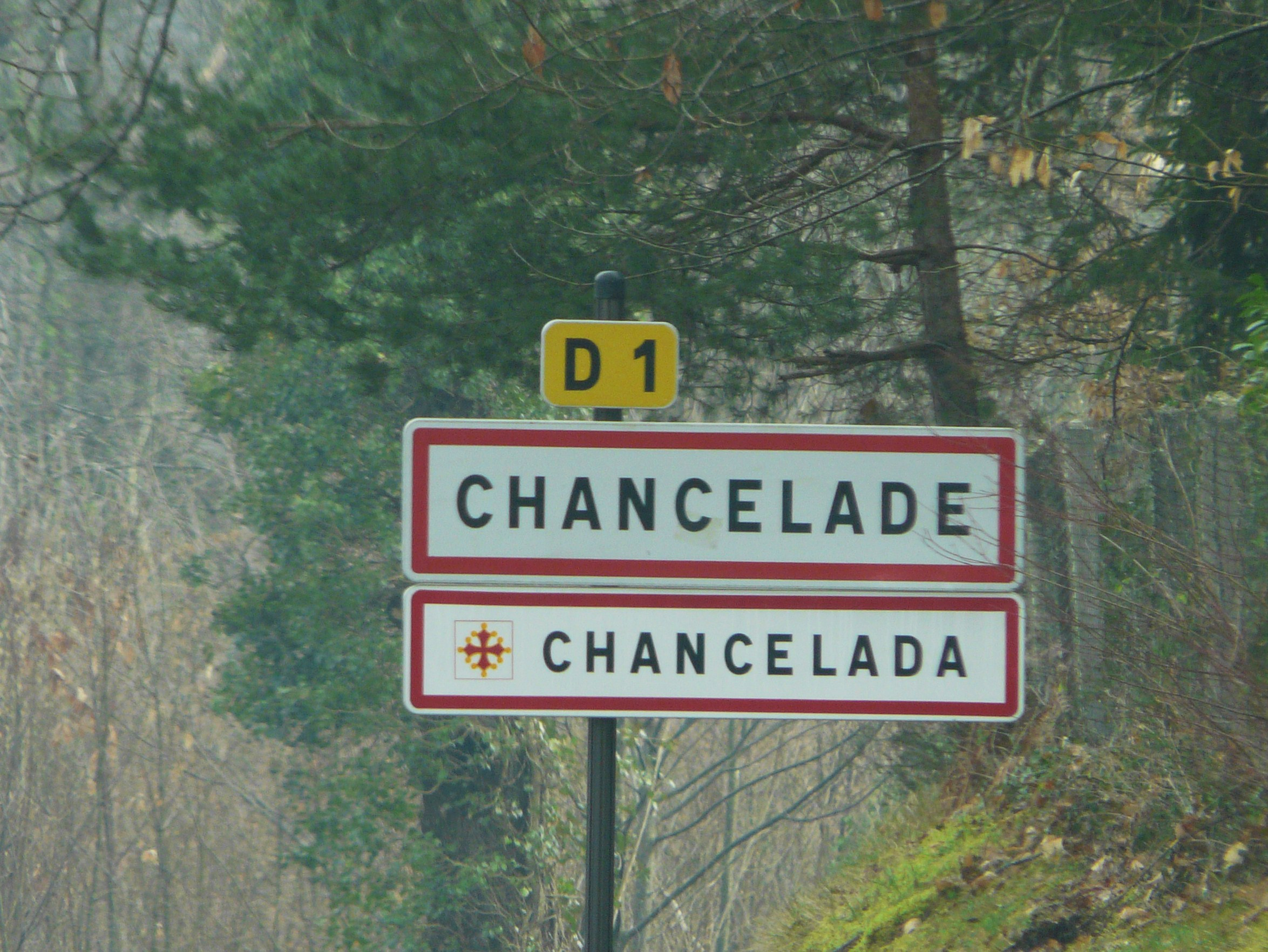
Panneau d'entrée à Chancelade, en français et en occitan.

En occitan, la commune porte le nom de Chancelada.

## Histoire
Chancelade est connue comme étant un site préhistorique. C'est en 1888 que l'on découvrit un squelette d'homme presque entier ; analysé par l'anatomiste Léo Testut, il devient l'homme de Chancelade, datant de 15 000 à 9 000 ans av. J.-C..
Dans la deuxième moitié du XVIIIe siècle, la paroisse est identifiée sur la carte de Cassini sous le nom de Beauronne de Chancelade.
En 1793, la municipalité de Beauronne prend le nom de Chanselade, rectifié en Chancelade en 1801.
En 1809, la partie Andrivaux de l'ancienne commune de Merlande-et-Andrivaux fusionne avec Chancelade.
Le 24 octobre 1885, un ensemble de carrières souterraines s'effondre sur quatre hectares, engloutissant des maisons et faisant quatorze morts.

## Politique et administration

### Rattachements administratifs
La commune de Chancelade a été rattachée, dès 1790, au canton de Périgueux qui dépendait du district de Perigueux. Les districts sont supprimés en 1795. Le canton est rattaché à l'arrondissement de Périgueux en 1800. Celui-ci est scindé en trois en 1973 et Chancelade fait partie du nouveau canton de Périgueux-Ouest.
Dans le cadre de la réforme de 2014 définie par le décret du 21 février 2014, ce canton disparaît aux élections départementales de mars 2015. La commune est alors rattachée au canton de Coulounieix-Chamiers.

### Intercommunalité
Le 1er janvier 2000, elle intègre dès sa création la communauté d'agglomération périgourdine. Celle-ci disparaît le 31 décembre 2013, remplacée au 1er janvier 2014 par une nouvelle intercommunalité élargie : Le Grand Périgueux.

### Administration municipale
La population de la commune étant comprise entre 3 500 et 4 999 habitants au recensement de 2017, vingt-sept conseillers municipaux ont été élus en 2020,.

### Liste des maires
| Période                                  | Période        | Identité                                 | Étiquette | Qualité                                                                    |
| ---------------------------------------- | -------------- | ---------------------------------------- | --------- | -------------------------------------------------------------------------- |
| Les données manquantes sont à compléter. |                |                                          |           |                                                                            |
|                                          |                |                                          |           |                                                                            |
| ?                                        | 1810           | Jean Marquet                             |           |                                                                            |
| mai 1810                                 | juin 1810      | Alexandre Jean d'Anglars (père)          |           | Ancien maire de Merlande-et-Andrivaux                                      |
| août 1810                                | avril 1815     | Jean Baptiste Alexandre d'Anglars (fils) |           | Agriculteur ; propriétaire                                                 |
| avril 1815                               | 1815           | Étienne Réveilhas (fils)                 |           |                                                                            |
| 1815                                     | janvier 1816   | Jean Baptiste Alexandre d'Anglars (fils) |           |                                                                            |
| janvier 1816                             | mars 1817      | Léonard (fils) Gilles-Lagrange           |           | Notaire royal Capitaine de la compagnie de chasseurs de la garde nationale |
| mars 1817                                | (1845 ou 1846) | Guillaume Gilles-Lagrange                |           |                                                                            |
| janvier 1846                             | avril 1848     | Étienne Réveilhas                        |           | Avoué                                                                      |
| avril 1848                               | janvier 1852   | (Sicaire) Rosane Eimery                  |           |                                                                            |
| janvier 1852                             | février 1852   | Jean Bardy-Delisle                       |           |                                                                            |
| février 1852                             | 1859           | Charles (ou Albert) Réveilhas (fils)     |           | Avoué                                                                      |
| septembre 1859                           | septembre 1870 | (Léonard) Fernand (Gilles-)Lagrange      |           | Notaire                                                                    |
| septembre 1870                           | mai 1871       | Jean Bégout                              |           |                                                                            |
| mai 1871                                 | (1873 ou 1874) | (Léonard) Fernand (Gilles-)Lagrange      |           | Notaire                                                                    |
| (1873 ou 1874)                           | mai 1888       | Jean Bégout                              |           | Propriétaire                                                               |
| mai 1888                                 | 1904           | (Léonard) Fernand (Gilles-)Lagrange      |           | Notaire                                                                    |
| mai 1904                                 | 1908           | Pierre (Hilaire Léon) Gilles-Lagrange    |           | Notaire                                                                    |
| mai 1908                                 | mai 1912       | Eugène Saumande                          |           |                                                                            |
| mai 1912                                 | (1917 ou 1918) | Joseph de Génis                          |           |                                                                            |
| (1917 ou 1918)                           | décembre 1919  | Jean-Louis Gervaise                      |           | Adjoint, faisant fonctions de maire                                        |
| décembre 1919                            | février 1939   | François Mellet                          |           | Propriétaire                                                               |
| février 1939                             | avril 1939     | Jules Reydy                              |           | Premier adjoint, faisant fonctions de maire                                |
| avril 1939                               | mai 1945       | Jules Reydy                              |           |                                                                            |
| mai 1945                                 | octobre 1947   | Élie Mazière                             |           |                                                                            |
| octobre 1947                             | mai 1953       | Léon Laroche                             |           |                                                                            |
| mai 1953                                 | mars 1965      | Henri Dupré                              |           | retraité de la SNCF                                                        |
| mars 1965                                | mars 1989      | (Alexis) Robert Sarrette                 |           |                                                                            |
| mars 1989                                | octobre 1992   | Pierre Vigier                            | PS        |                                                                            |
| octobre 1992                             | février 2009   | Claude Bérit-Débat                       | PS        | Cadre de CCI Sénateur depuis 2008                                          |
| février 2009                             | mai 2020       | Michel Testut                            | PS        | Personnel de direction honoraire (Éducation nationale)                     |
| mai 2020                                 | En cours       | Pascal Serre                             | SE        | Retraité du journalisme et de la communication                             |

## Équipements et services publics

### Enseignement
En 2023, la commune dispose de deux établissements publics : une école maternelle et une école élémentaire.

### Justice
Dans le domaine judiciaire, Chancelade relève : 
- du tribunal judiciaire, du tribunal pour enfants, du conseil de prud'hommes et du tribunal de commerce de Périgueux ;
- du pôle Nationalité du tribunal judiciaire de Périgueux (compétent uniquement dans le domaine de la nationalité) ;
- de la cour d'appel, du tribunal administratif et de la  cour administrative d'appel de Bordeaux.

## Population et société

### Démographie
L'évolution du nombre d'habitants est connue à travers les recensements de la population effectués dans la commune depuis 1793. Pour les communes de moins de 10 000 habitants, une enquête de recensement portant sur toute la population est réalisée tous les cinq ans, les populations de référence des années intermédiaires étant quant à elles estimées par interpolation ou extrapolation. Pour la commune, le premier recensement exhaustif entrant dans le cadre du nouveau dispositif a été réalisé en 2008.

En 2022, la commune comptait 4 442 habitants, en évolution de +4,08 % par rapport à 2016 (Dordogne : +0,37 %, France hors Mayotte : +2,11 %).
| 1793 | 1800 | 1806 | 1821 | 1831  | 1836  | 1841  | 1846  | 1851  |
| ---- | ---- | ---- | ---- | ----- | ----- | ----- | ----- | ----- |
| 906  | 679  | 703  | 948  | 1 093 | 1 026 | 1 001 | 1 141 | 1 116 |

| 1856  | 1861  | 1866  | 1872  | 1876  | 1881  | 1886  | 1891  | 1896  |
| ----- | ----- | ----- | ----- | ----- | ----- | ----- | ----- | ----- |
| 1 164 | 1 181 | 1 236 | 1 096 | 1 227 | 1 417 | 1 384 | 1 349 | 1 245 |

| 1901  | 1906  | 1911  | 1921  | 1926  | 1931  | 1936  | 1946  | 1954  |
| ----- | ----- | ----- | ----- | ----- | ----- | ----- | ----- | ----- |
| 1 267 | 1 092 | 1 156 | 1 117 | 1 164 | 1 095 | 1 168 | 1 271 | 1 445 |

| 1962  | 1968  | 1975  | 1982  | 1990  | 1999  | 2006  | 2008  | 2013  |
| ----- | ----- | ----- | ----- | ----- | ----- | ----- | ----- | ----- |
| 1 780 | 2 002 | 2 420 | 3 297 | 3 718 | 3 865 | 4 126 | 4 174 | 4 293 |

| 2018  | 2022  | - | - | - | - | - | - | - |
| ----- | ----- | - | - | - | - | - | - | - |
| 4 257 | 4 442 | - | - | - | - | - | - | - |

#### Remarque
Les recensements de 1793, 1800 et 1806 n'intègrent pas la partie Andrivaux de l'ancienne commune de Merlande-et-Andrivaux qui fusionne avec Chancelade en 1809.

### Sports
Le club de football de la ville est l'Union sportive Chancelade Marsac 24 (USCM), créée en 1962.
Le club de judo de la ville est le Judo Club Chancelade.

### Manifestations culturelles et festivités
- Festival Jazz & Blues le 9,10 et 11 juin 2016
- Festival Sinfonia en Périgord, consacré à la musique baroque, en août.

## Économie

### Emploi
L'emploi est analysé ci-dessous selon qu'il affecte les habitants de Chancelade ou qu'il est proposé sur le territoire de la commune.

#### L'emploi des habitants
En 2018, parmi la population communale comprise entre 15 et 64 ans, les actifs représentent 1 788 personnes, soit 42,0 % de la population municipale. Le nombre de chômeurs (182) a légèrement diminué par rapport à 2013 (190) et le taux de chômage de cette population active s'établit à 10,2 %.

#### L'emploi sur la commune
En 2018, la commune offre 1 139 emplois pour une population de 4 257 habitants. Le secteur tertiaire prédomine avec 56,5 % des emplois.
Répartition des emplois par domaines d'activité
|                     | Agriculture, sylviculture ou pêche | Industrie | Construction | Commerce, transports et services | Administration publique, enseignement, santé, action sociale |
| ------------------- | ---------------------------------- | --------- | ------------ | -------------------------------- | ------------------------------------------------------------ |
| Nombre d'emplois    | 48                                 | 154       | 142          | 644                              | 151                                                          |
| Pourcentage         | 4,2 %                              | 13,6 %    | 12,5 %       | 56,5 %                           | 13,2 %                                                       |
| Source des données. |                                    |           |              |                                  |                                                              |

### Établissements
Au 31 décembre 2015, la commune compte 290 établissements, dont 192 au niveau des commerces, transports ou services, quarante-huit dans la construction, vingt-sept relatifs au secteur administratif, à l'enseignement, à la santé ou à l'action sociale, seize dans l'industrie, et sept dans l'agriculture, la sylviculture ou la pêche.

### Entreprises
Parmi les entreprises dont le siège social est en Dordogne, trois sociétés situées à Chancelade se classent parmi les cinquante premières de leur secteur d'activité quant au chiffre d'affaires hors taxes en 2015-2016 :
- dans l'industrie[68] :
  - Cetec industrie conditionnement (fabrication d'équipements d'emballage, de conditionnement et de pesage) : 25e, avec 9 857 k€ ; elle se classe également 17e, tous secteurs confondus, parmi les cinquante premières de la Dordogne, quant au chiffre d'affaires à l'exportation, avec 3 847 k€[69] ;
  - Périgord armatures (fabrication d'articles en fils métalliques) : 36e, avec 6 856 k€ ;
- dans l'agroalimentaire, Les champignonnières de Chancelade (culture de légumes), 26e, avec 3 609 k€[70].

En avril 2024, la société Champidor, productrice de champignons de Paris bio, est placée en redressement judiciaire, ce qui entraîne le licenciement de 17 de ses 47 salariés. Trois mois plus tard, elle est déclarée en liquidation judiciaire.

## Culture locale et patrimoine

### Lieux et monuments

#### L'abri de Raymonden (ou Reymonden)
L'abri de Raymonden où fut découvert le squelette de l'Homme de Chancelade, lieu classé monument historique depuis 1926.

#### L'abbaye Notre-Dame de Chancelade

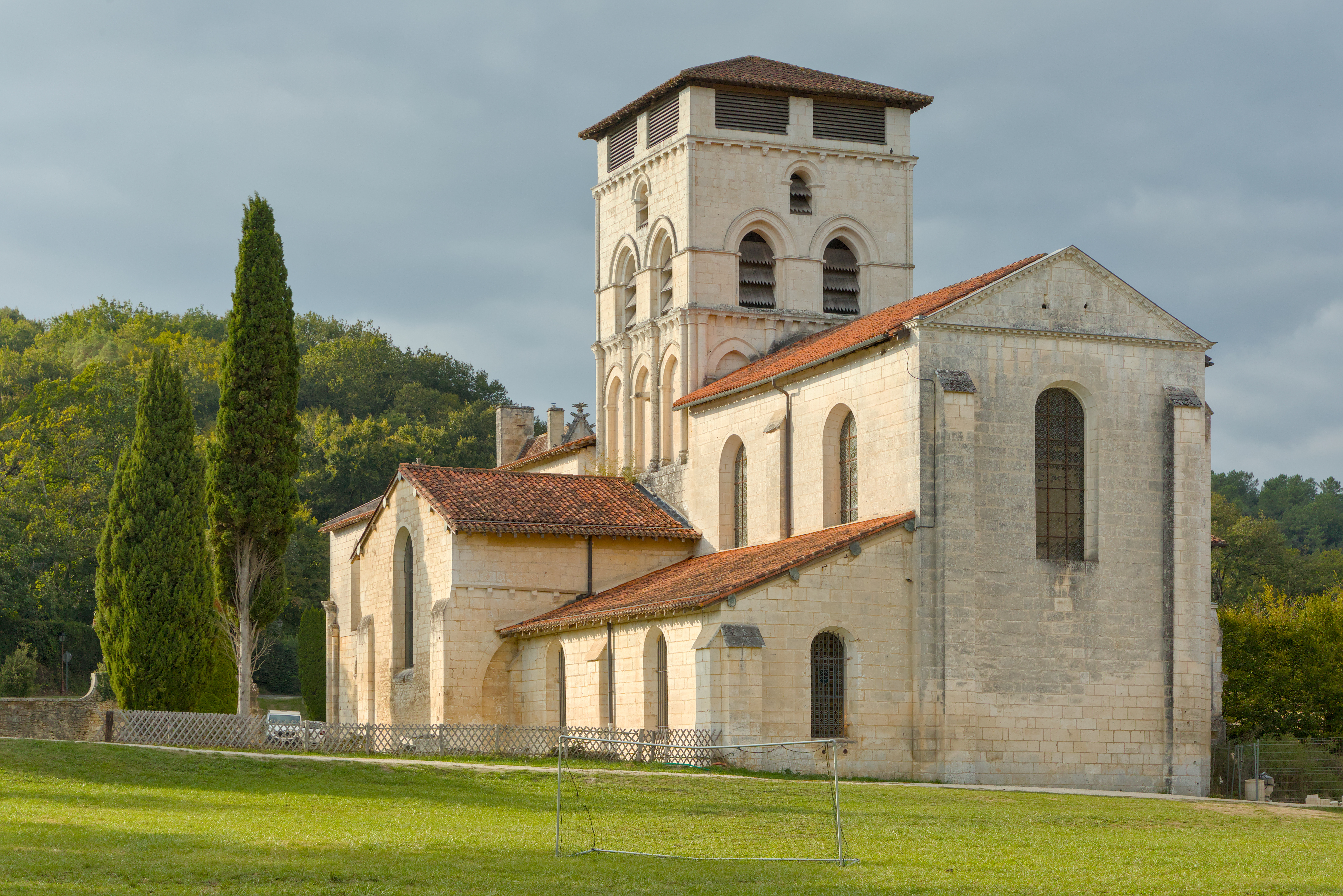
L'abbaye de Chancelade.

Abbaye fondée au XIIe siècle, dévastée par les protestants au XVIe siècle, et reconstruite au XVIIe siècle. Elle a été dirigée par Alain de Solminihac (1593-1659), qui en avait hérité de son oncle. Elle est entourée de quatre hectares de parcs et jardins.
Le site comprend l'église paroissiale Notre-Dame, la chapelle Saint-Jean, le logis de Bourdeilles, le logis de l'Abbé ainsi qu'un moulin actionné par l'eau de la Beauronne, qui traverse le domaine.

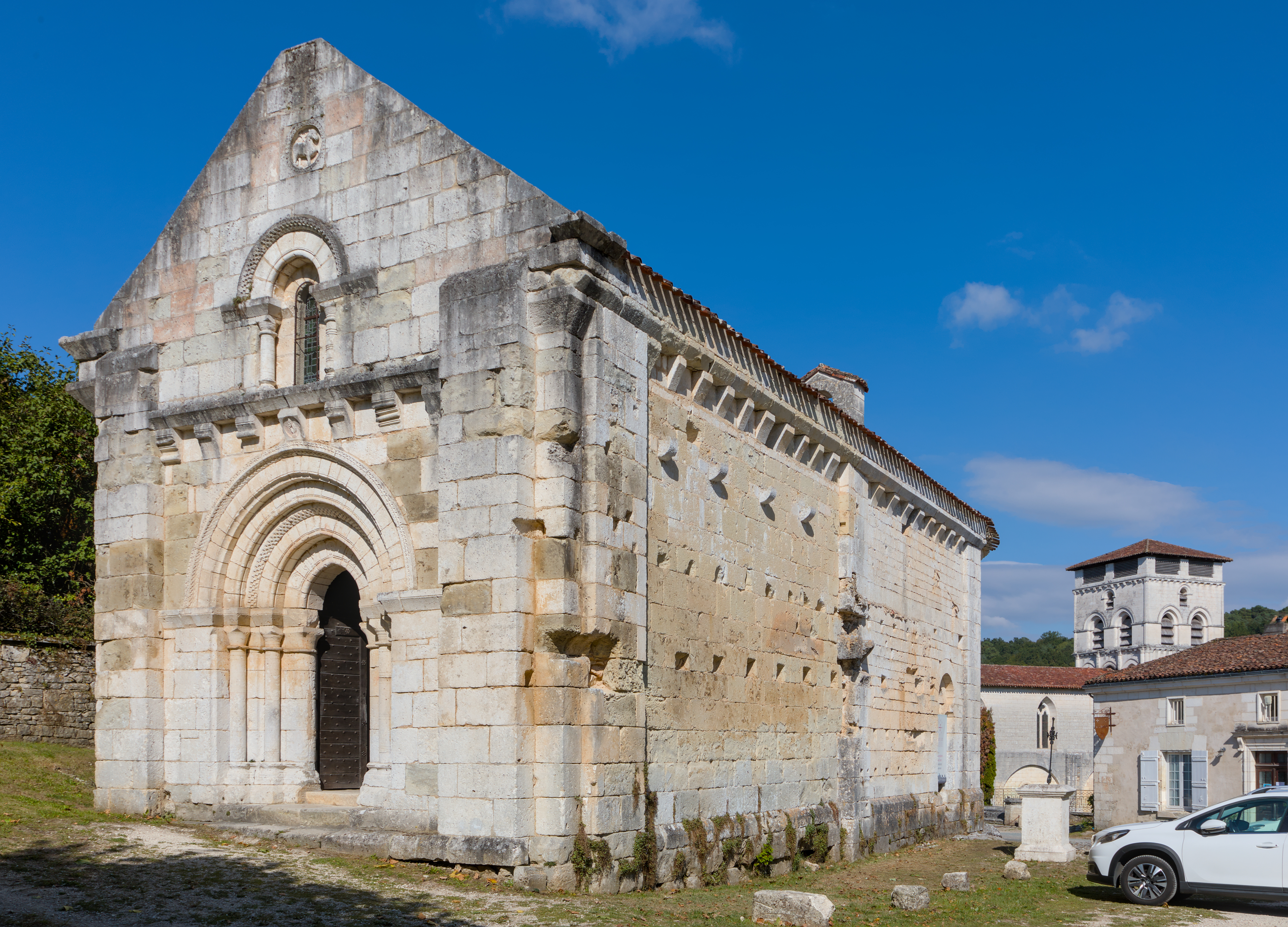
La Chapelle Saint-Jean située à côté de l'abbaye.

Dans l'église, propriété communale, se trouve une peinture du XVIIe siècle : le « Christ aux outrages » longtemps attribuée à Georges de La Tour et maintenant à rapprocher du hollandais Gerrit van Honthorst. Une maquette représente, à l'échelle 1/100e, les bâtiments conventuels tels qu'ils étaient au moment de la Révolution, en 1789.
Durant l'été, il est possible de visiter une partie des bâtiments conventuels (logis de l'abbé et parc attenant).
Depuis les origines, l'abbaye a été construite et habitée par des Chanoines réguliers de saint Augustin. Le plus célèbre des chanoines de Chancelade a été Alain de Solminihac, béatifié en 1983 par le pape Jean-Paul II.
À la Révolution, l'abbaye a été vendue comme bien national, et une grande partie des bâtiments a été détruite, les pierres étant vendues à des entrepreneurs de la région.
Depuis 1998, une communauté de Chanoines réguliers de saint Augustin s'est installée de nouveau sur le site à la demande de Gaston Poulain, évêque de Périgueux.
Ils assurent quotidiennement l'accueil. Il est possible de se joindre à leur prière, que ce soit pour les laudes (le matin) ou pour les vêpres (soir). Ils ont développé à Chancelade un centre spirituel.

#### Les carrières de Chancelade
La pierre calcaire de Chancelade est blanche, de meilleure qualité que celle des carrières de Périgueux, de couleur gris bleuté. Elle a servi à la construction de plusieurs édifices religieux de la région.
Avec l'arrivée du chemin de fer au milieu du XIXe siècle, la pierre de Chancelade s'exporta dans tout le Sud-Ouest de la France pour bâtir des ouvrages d'art ferroviaire : maisonnettes, ponts, viaducs, édifices publics, gares. Le Pont de Pierre de Bordeaux compte des pilastres en pierre de Chancelade.
En 1885, l'exploitation de la pierre est à son apogée : les carrières sont exploitées par les sociétés Imbert et Chaigneau. La pierre est encore extraite à de rares occasions :  de nos jours, ce sont plus les artistes qui la convoitent. Des champignonnières ont été installées dans une partie abandonnée des anciennes carrières : la société Champidor qui emploie une cinquantaine de personnes y produit annuellement 500 tonnes de champignons de Paris.

#### Autres sites
- Commanderie des Andrivaux, ancienne commanderie des Templiers, site inscrit[75] depuis 1973
- Le château des Reynats, XIXe siècle, aujourd'hui hôtel-restaurant
- Juste à côté du château des Reynats, une tour isolée de même style
- Le castel Keruel

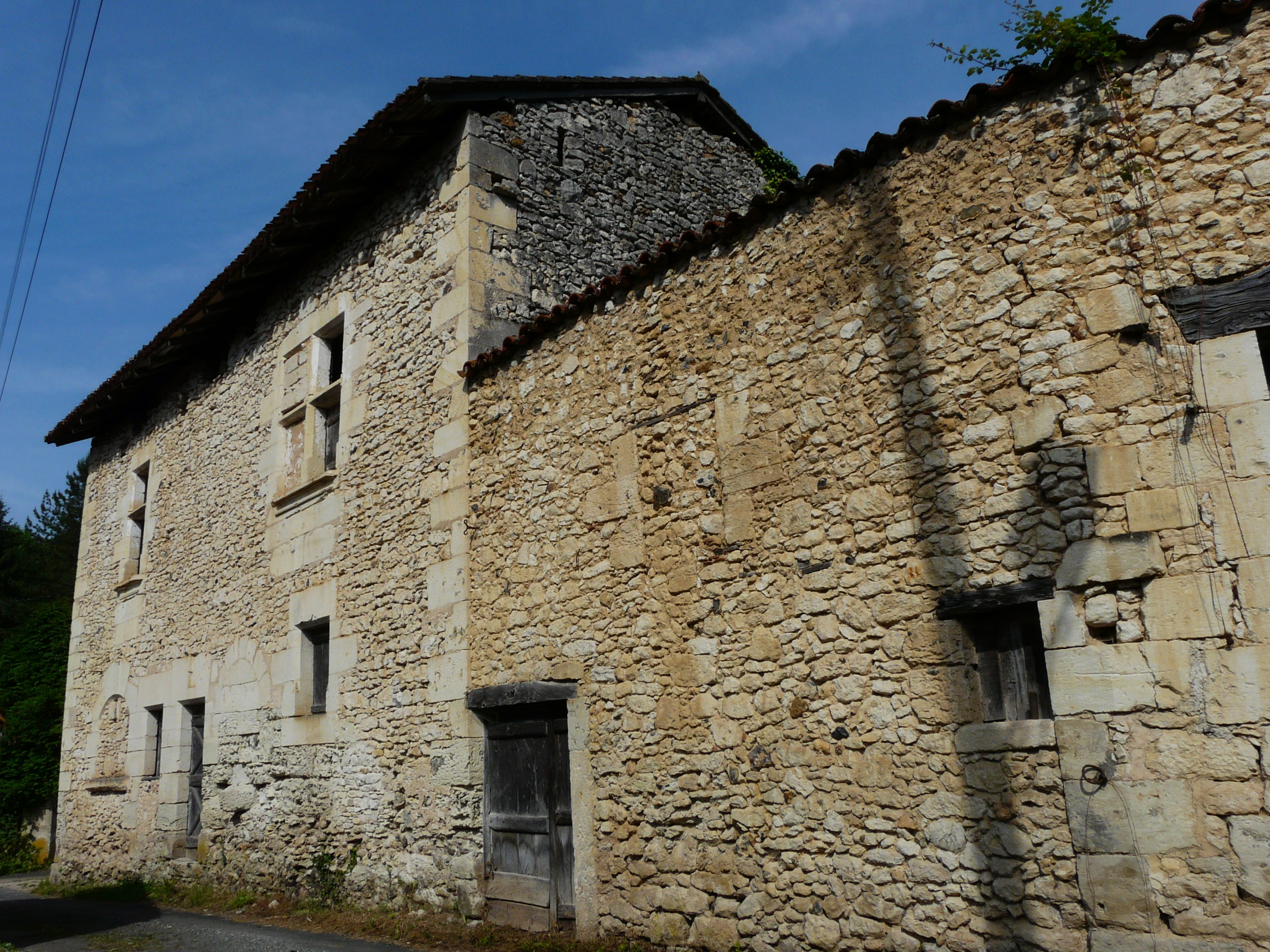
Maison de Chilhaud aux Andrivaux.
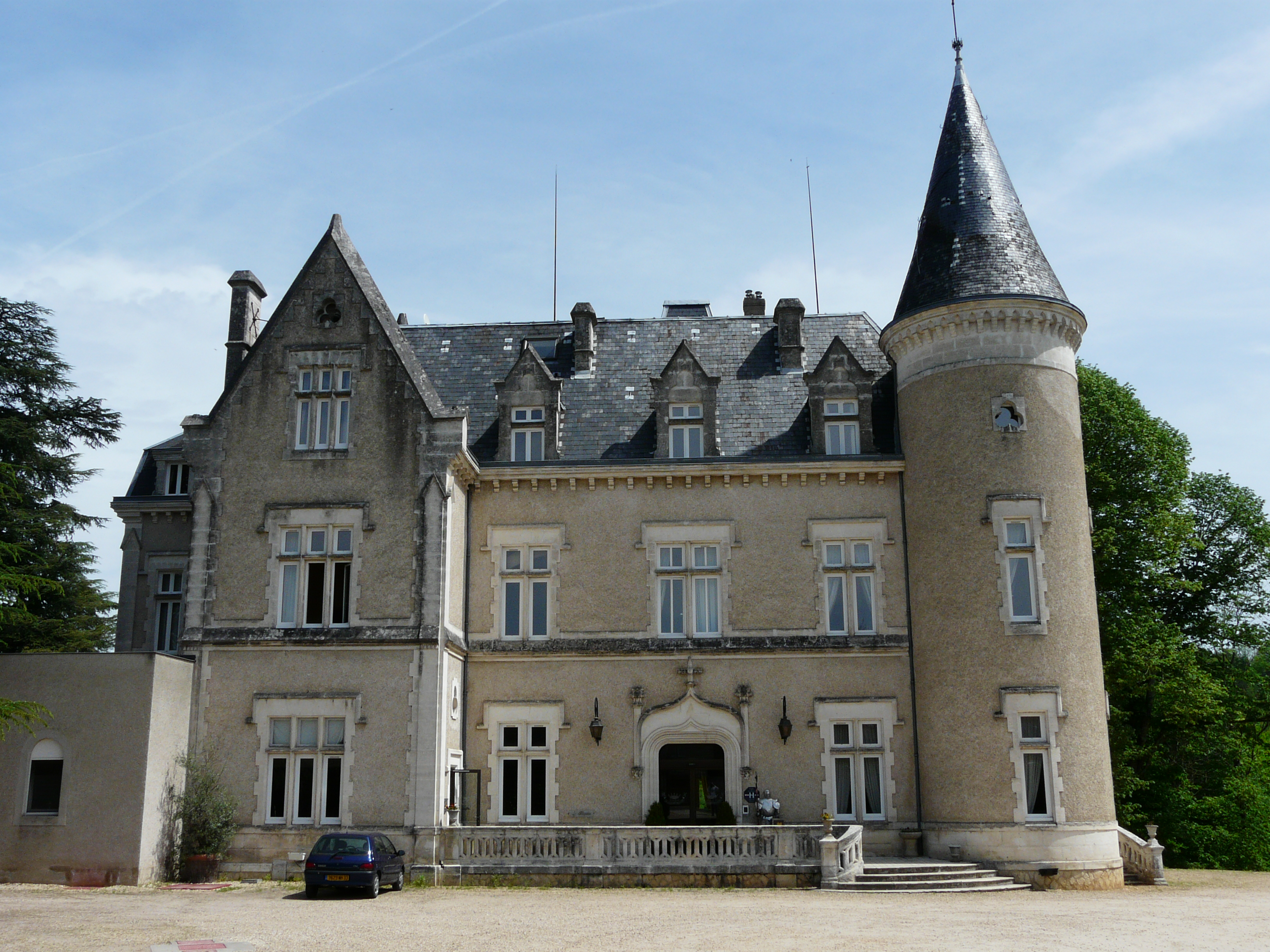
Château des Reynats.
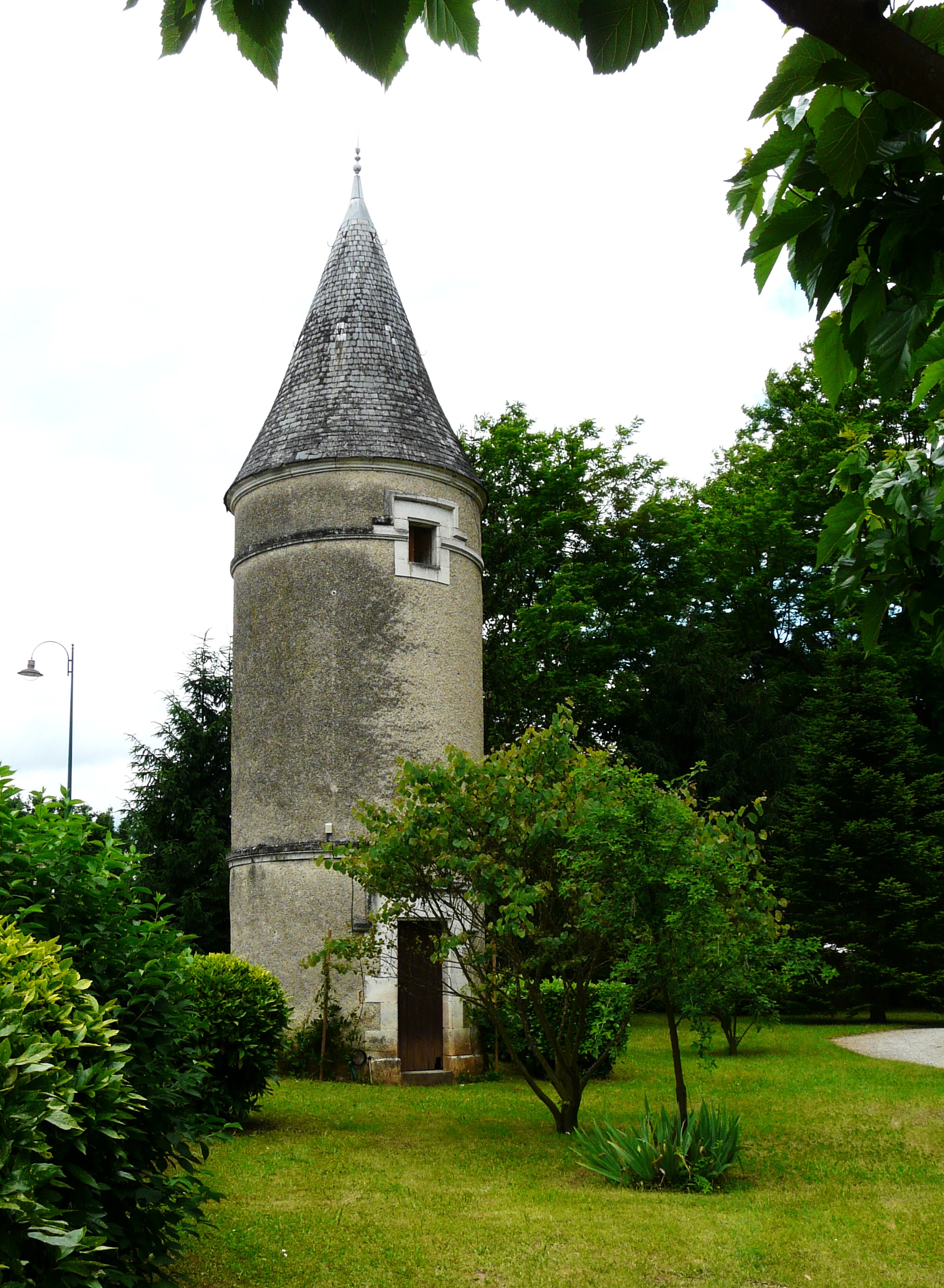
Tour à proximité du château des Reynats.
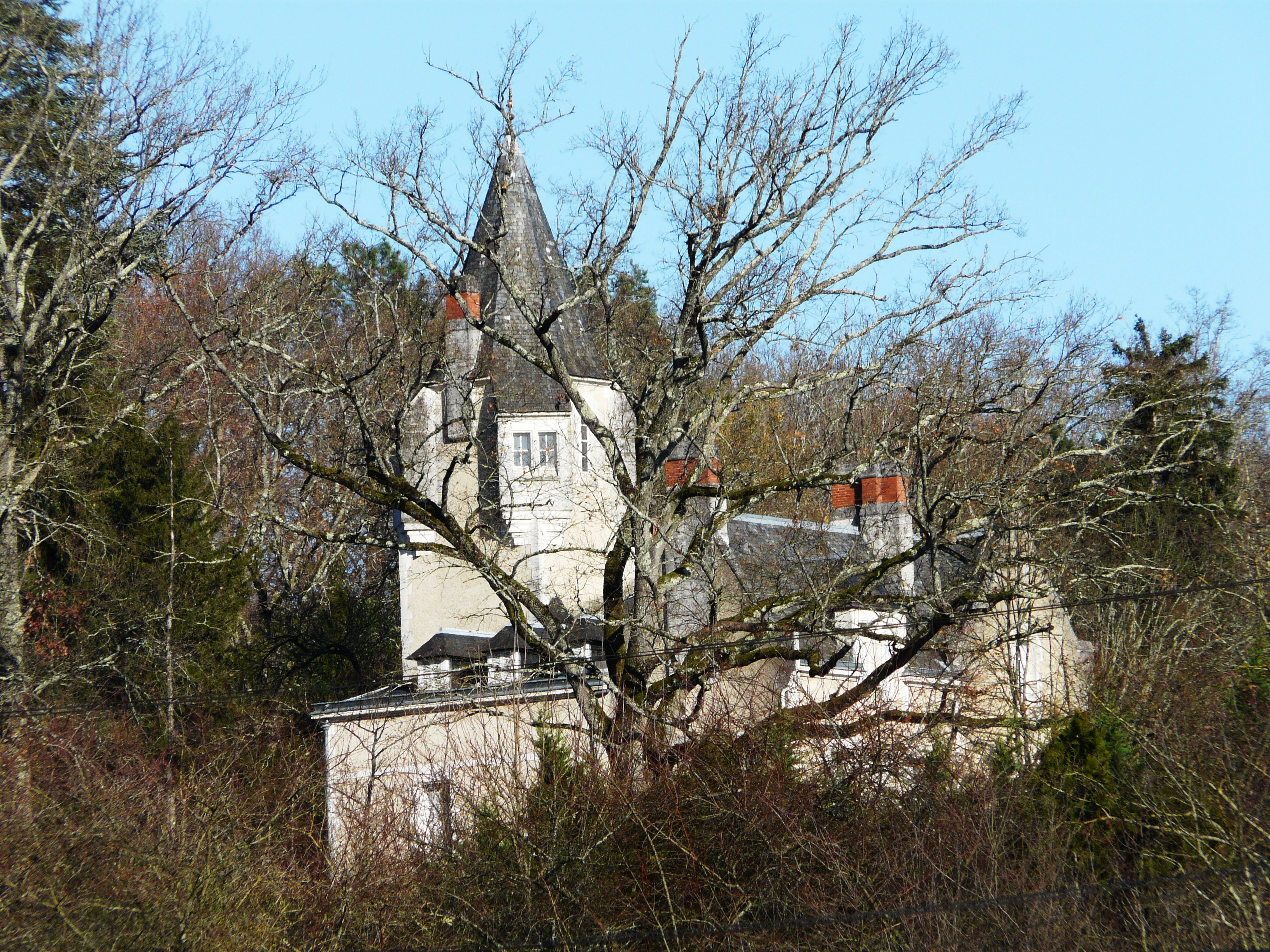
Castel Keruel.

### Patrimoine naturel
Partagée avec les communes de La Chapelle-Gonaguet et Château-l'Évêque, la forêt de chênes de Feytaud, occupe environ 120 hectares dans le nord du territoire communal. Elle est protégée en tant que zone naturelle d'intérêt écologique, faunistique et floristique (ZNIEFF) de type II,.
Elle héberge deux espèces de rapaces protégées sur le territoire national : la 
Buse variable (Buteo buteo) et la Bondrée apivore (Pernis apivorus).
Au niveau de sa flore, deux espèces de plantes y sont considérées comme déterminantes : l'Aubépine à deux styles (Crataegus laevigata), et le Groseillier à grappes (Ribes rubrum).

### Personnalités liées à la commune
- Alain de Solminihac, qui fit reconstruire et dirigea l'abbaye de Chancelade de 1622 à 1636, fut évêque de Cahors.
- Norbert Aujoulat (1946-2011), préhistorien, conservateur du patrimoine, est mort à Chancelade.
- Joan-Pau Verdier (1947-2020), chanteur en langue occitane, est inhumé à Chancelade[79].
- Claude Bérit-Debat, né en 1946, homme politique, fut maire de Chancelade de 1992 à 2009.
- Sébastien Frit, né en 1996, vidéaste sur Youtube.

## Pour approfondir